# Невми

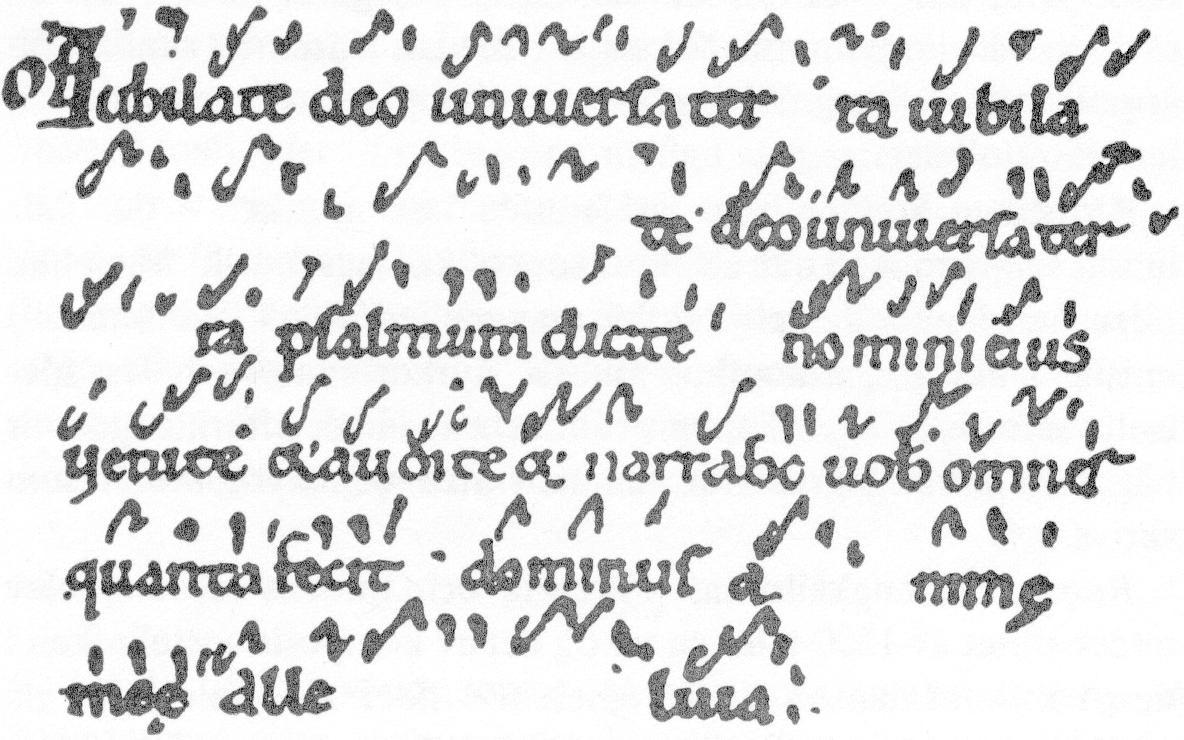
Первісні невми

Не́вми — знаки музичної нотації, що використовувалися у Середньовічній Європі для запису церковної музики. Невменна нотація передувала появі сучасної нотації.
Слово «невма» походить від пізньолатинського neuma, яке у свою чергу походить від дав.-гр. πνεῠμα («пневма» — дихання). Початково невми спиралися на мовлення і складалися з різних знаків пунктуації (рисок, крапок тощо) та їх комбінацій, що проставляли над текстом псалмів. Однак, за допомогою невм співак не міг прочитати нову мелодію, а міг лише нагадати вже відомий мотив.
У Європі існувало кілька різновидів невменної нотації — санкт-галенська, аквітанська, лотаринзька, беневентанська, мозарабська, англосаксонська. Подібні системи нотації існували і в древніх азійських культурах — Єгипту, Індії, Палестини, Сирії, Персії, Вірменії. На Русі подібною системою нотації була знаменна нотація.
Існувало кілька типів невм, що розрізнялися кількістю знаків в одному кресленні та способом виконання: прості, складові, ліквесцентні (для полегшення виконання артикуляційно складних слів) та орнаментальні.
У X столітті в європейській нотації з'явилися буквені знаки, що уточнювали мелодичні, темпові і ритмічні позначення. Висоту звуків стали позначати спочатку дрібними буквами, потім за допомогою лінійок, на які розміщали невми. Таким чином виникла так звана «квадратна нотація», з якої потім розвинувся сучасний нотопис. Подібна еволюція невменної нотації тривала і у Візантії, де дослідники виділяють ранньовізантійську (X–XII ст.), середньовізантійську (XII–XV ст.) та пізньовізантійську (XV–XIX ст.) нотації.